# منتزهات جنوبية (جدة)
المنتزهات الجنوبية هي ضاحية من ضواحي محافظة جدة، تتسم بكثرة الأودية والشعاب الصغيرة. وقد انتشر النمو السكاني بها خلال العشرين السنة الماضية بشكل متسارع، مما ساهم في تطور المنطقة، من حيث الخدمات والمشاريع الصغيرة.